# Honor 30
Honor 30 — лінія смартфонів, розроблених суббрендом Huawei Honor, що входять у флагманську серію N. Лінія складається з Honor 30, 30 Pro та 30 Pro+. Були представлені 15 квітня 2020 року.

## Дизайн
Задня панель та екран смартфонів виконані зі скла. Бокова частина виконана з алюмінію.
Знизу розташовані роз'єм USB-C, динамік, мікрофон та слот під 2 SIM-картки або 1 SIM-картку і карту пам'яті формату Nano Memory до 256 ГБ. Зверху розміщений другий мікрофон. З правого боку розміщені кнопки регулювання гучності та кнопка блокування смартфону.
Honor 30 Pro та 30 Pro+ отримали захист від пилу та вологи за стандартом IP54. Також у цих моделей на верхньому торці присутній ІЧ-порт.
Honor 30 та 30 Pro продаються в 5 кольорах: фіолетовому (Neon Purple), сріблясто-фіолетовому (Titanium Silver), чорному (Midnight Black), сріблястому (Icelandic Frost) та зеленому (Emerald Green).
Honor 30 Pro+ продається у 3 кольорах: сріблясто-фіолетовому (Titanium Silver), чорному (Midnight Black) та зеленому (Emerald Green).

## Технічні характеристики

### Платформа
Honor 30 отримав процесор Kirin 985 з підтримкою 5G та графічний процесор Mali-G77.
Honor 30 Pro та 30 Pro+ отримали процесор Kirin 990 з підтримкою 5G та графічний процесор Mali-G76 MP16.

### Батарея
Смартфони отримав батарею об'ємом 4000 мА·год.
Також Honor 30 Pro+ отримав підтримку швидкої бездротової зарядки на 27 Вт. Крім цього всі моделі підтримують швидку зарядку на 40 Вт та зворотну зарядку на 5 Вт.

### Камера

#### Основна камера
Honor 30 отримав основну квадро камеру 40 Мп, f/1.8 (ширококутний) + 8 Мп, f/3.4 (преископічний телеоб'єктив) з 5x оптичним, 10x гібридним та 50x цифровим зумом + 8 Мп, f/2.4 (ультраширококутний) + 2 Мп, f/2.4 (макро) з фазовим автофокусом та здатністю запису відео в роздільній здатності 4K@60fps.
Honor 30 Pro отримав основну квадро камеру 40 Мп, f/1.8 (ширококутний) + 8 Мп, f/3.4 (преископічний телеоб'єктив) з 5x оптичним, 10x гібридним та 50x цифровим зумом + 16 Мп, f/2.2 (ультраширококутний) + 2 Мп, f/2.4 (макро) з лазерним та фазовим автофокусом та можливістю запису відео в роздільній здатності 4K@60fps.
Honor 30 Pro+ отримав основну квадро камеру 50 Мп, f/1.9 (ширококутний) + 8 Мп, f/3.4 (преископічний телеоб'єктив) з 5x оптичним, 10x гібридним та 50x цифровим зумом + 16 Мп, f/2.2 (ультраширококутний) + 2 Мп, f/2.4 (макро) з фазовим та Я автофокусом та можливістю запису відео в роздільній здатності 4K@60fps.

#### Передня камера
Honor 30 отримав фронтальну камеру 32 Мп, f/2.0 (ширококутний) з можливістю запису відео в роздільній здатності 4K@30fps.
Honor 30 Pro та 30 Pro+ отримали подвійну фронтальну камеру 32 Мп, f/2.0 (ширококутний) + 8 Мп, f/2.2 (ультраширококутний) зі здатністю запису відео в роздільній здатності 4K@30fps.

### Екран
Honor 30 отримав OLED екран, 6.53", FullHD+ (2400 × 1080) зі щільністю пікселів 403 ppi, співвідношенням сторін 20:9 та круглим вирізом під фронтальну камеру, що знаходиться зверху в лівому кутку.
Honor 30 Pro та 30 Pro+ отримали OLED екран, 6.57", FullHD+ (2340 × 1080) зі щільністю пікселів 392 ppi, співвідношенням сторін 19.5:9, загунитими краями та овальним вирізом під подвійну фронтальну камеру, що знаходиться зверху в лівому кутку. Також Honor 30 Pro+ отримав частоту оновлення дисплею 90 Гц.
Під екран усіх моделей вмонтовано сканер відбитку пальця.

### Пам'ять
Honor 30 продається в комплектаціях 6/128, 8/128 та 8/256 ГБ.
Honor 30 Pro продається в комплектаціях 8/128 та 8/256 ГБ.
Honor 30 Pro+ продається в комплектаціях 8/256 та 12/256 ГБ.

### Програмне забезпечення
Смартфони були випущені на Magic UI 3 на базі Android 10 без сервісів Google Play. Для встановлення додатків використовується магазин додатків від Huawei AppGallery. Були оновлені до Magic UI 4.